# Harviala
Harviala är en ort i Janakkala kommun i landskapet Egentliga Tavastland i Finland. Harviala utgjorde en tätort (finska: taajama) fram till tätortsavgränsningen 2018.
Vid tätortsavgränsningen den 31 december 2017 hade Harviala 361 invånare och omfattade en landareal av 0,89 kvadratkilometer. Året därefter hade området vuxit ihop med Tavastehus centraltätort och Harviala klassificerades inte längre som tätort. Tätorten har tidigare gått under namnet Alikartano.